# Colocongridae
A Colocongridae a csontos halak (Osteichthyes) főosztályának sugarasúszójú halak (Actinopterygii) osztályába, azon belül az angolnaalakúak (Anguilliformes) rendjébe tartozó család.
1 nem és 8 faj tartozik a családhoz.

## Rendszerezés
A családba az alábbi nem és fajok tartoznak:
- Coloconger (Alcock, 1889) – 8 faj
  - Coloconger cadenati
  - Coloconger canina
  - Coloconger eximia
  - Coloconger giganteus
  - Coloconger japonicus
  - Coloconger meadi
  - Coloconger raniceps
  - Coloconger scholesi